# Stanisław Bartmiński
Stanisław Bartmiński (ur. 30 października 1936 w Kruhelu Małym, zm. 18 kwietnia 2024) – polski ksiądz katolicki, dziennikarz, autor publikacji turystycznych, kanonik honorowy kapituły jarosławskiej, współtwórca i główny konsultant serialu telewizyjnego Plebania.

## Życiorys

### Młodość
Urodził się w 1936 roku w podprzemyskim Kruhelu Małym, jako syn Mieczysława i Franciszki z domu Zając, a zarazem starszy brat Mariana, Jerzego, Floriana i Jana Bartmińskich oraz Marii Klimowicz z domu Bartmińskiej. Uczęszczał najpierw do szkoły powszechnej w Bączalu Dolnym, gdzie mieszkał na plebanii podczas II wojny światowej aż do 1947 roku u ks. Floriana Zająca – brata matki, tam też przeżywał uroczystość pierwszej komunii świętej i kształtował zaczątki swojego powołania do życia kapłańskiego. Pobierał nauki w Gimnazjum im. Juliusza Słowackiego w Przemyślu, po czym przez półtora roku kontynuował naukę w Gimnazjum Biskupim w Lublinie, maturę zaś zdawał w 1953 roku w Małym Seminarium w Przemyślu. Święcenia kapłańskie przyjął w roku 1959 w Przemyślu, po ukończeniu tutejszego Wyższego Seminarium Duchownego.

### Kapłan
Po święceniach kapłańskich w roku 1959 rozpoczął działalność duszpasterską. Jako wikariusz pracował w Besku, Sieniawie Jarosławskiej, Rzeszowie, Ustrzykach Dolnych, Krośnie Polance i Przemyślu - Błoniu. W tym okresie posługiwał także jako duszpasterz ludzi głuchoniemych i ministrantów.
W latach 1970–2008 proboszcz parafii św. Marcina w Krasiczynie – to właśnie krasiczyńska plebania jest pierwowzorem filmowej tulczyńskiej Plebanii, a postać miejscowego proboszcza jest uosobieniem ks. prałata Stanisława Bartmińskiego. W 2009 roku świętował jubileusz 50-lecia święceń kapłańskich.
Spoczywa na cmentarzu w Śliwnicy koło Krasiczyna.

### Działalność społeczna
W okresie stanu wojennego ks. Stanisław Bartmiński jako proboszcz w Krasiczynie organizował pomoc dla internowanych i ich rodzin oraz dla osób represjonowanych z powodów politycznych. Krasiczyńska plebania była też miejscem spotkań, rekolekcji i wykładów dla działaczy „Solidarności”.
Przez lata wspierał odnowy kościołów, kapliczek i zabytkowych cmentarzy. Był m.in. inicjatorem uporządkowania w 2000 r. niszczejącego cmentarza żydowskiego w Krasiczynie.
Twórca i redaktor Wieści Krasiczyńskich. Autor licznych książek, m.in.: Z chałupy w świat: losy potomków Franciszki i Mieczysława Bartmińskich w osiemdziesięciolecie ich ślubu, wydanej w 2014 r. i licznych broszur informacyjno-turystycznych.

## Godności i odznaczenia
- w ramach zasług dla społeczności archidiecezjalnej ks. Bartmiński został odznaczony godnością kanonika honorowego Jarosławskiej Kapituły Kolegiackiej - w Polsce zwyczajowo zwanym tytułem prałata[12],
- w 1991 roku nagrodzony Nagrodą Polcul Foundation,
- 1 lipca 2007 roku otrzymał dyplom uznania za zasługi dla ochrony dziedzictwa kultury żydowskiej w Polsce z rąk ambasadora Izraela,
- Człowiek Roku 2001 w kategorii Osobowość Roku 2001 dziennika Nowiny,
- Podkarpacki Dziennikarz Roku 2003, jako redaktor Wieści Krasiczyńskich,
- nominowany do Nagrody Pojednania za działalność na rzecz pojednania polsko-ukraińskiego,
- laureat nagrody im ks. Romana Indrzejczyka za działalność na rzecz rozwoju polsko-żydowskiego[13],
- od 2006 roku - Honorowany Obywatel Gminy Krasiczyn[14].